# Europarlamentari pentru Cipru 2004-2009
Această listă este o listă a membrilor Parlamentului European pentru Cipru în legislatura 2004-2009, ordonați alfabetic.
- Adamos Adamou (Stânga Unită Europeană - Stânga Verde Nordică)
- Panayiotis Demetriou (Partidul Popular European)
- Ioannis Kasoulides (Partidul Popular European)
- Marios Matsakis (Alianța Liberalilor și Democraților pentru Europa)
- Yiannakis Matsis (Partidul Popular European)
- Kyriacos Triantaphyllides (Stânga Unită Europeană - Stânga Verde Nordică)

## Vezi
- Parlamentul European election, 2004 (Cyprus) for election results.